# Otto Montag
Otto Montag (* 12. Oktober 1897; † 23. Dezember 1973) war ein deutscher Fußballspieler.

## Karriere

### Vereine
Montag gehörte zunächst von 1914 bis 1917 dem BFC Hertha 92, später, in der Saison 1927/28 – bedingt durch die am 7. August 1923 vollzogene Fusion mit dem Berliner Sport-Club – Hertha BSC an. Von 1917 bis 1927 spielte er zunächst für den FC Norden-Nordwest, der sich später, 1922, in SV Norden-Nordwest umbenannte. In den vom Verband Brandenburgischer Ballspielvereine organisierten Meisterschaften gewann er mit dem BFC Hertha 92 bzw. mit Hertha BSC dreimal die Berliner Meisterschaft und einmal den Berliner Pokal, sowie mit dem FC bzw. SV Norden-Nordwest einmal die Berliner Meisterschaft und zweimal den Berliner Pokal. Mit dem SV Norden-Nordwest war er in der Saison 1921/22 als Teilnehmer an der Endrunde um die Deutsche Meisterschaft qualifiziert und bestritt das Viertel- und Halbfinalspiel gegen den FC Viktoria Forst, wobei er mit dem 1:0-Siegtreffer den Einzug in die nächste Runde sicherstellte, und gegen den 1. FC Nürnberg, gegen den das Spiel mit 0:1 verloren wurde.

### Nationalmannschaft
Montag bestritt vier Länderspiele für die A-Nationalmannschaft, wobei er am 3. Juni 1923 in Basel beim 2:1-Sieg über die Schweizer Nationalmannschaft debütierte. Es folgten die beiden Testspiele gegen die Nationalmannschaft Schwedens, die am 29. Juni 1923 und am 21. Juni 1925 jeweils in Stockholm mit 1:2 bzw. 0:1 verloren wurden. Seinen letzten Einsatz als Nationalspieler hatte er am 26. Juni 1925 in Helsinki beim 5:3-Sieg über die Nationalmannschaft Finnlands.

## Erfolge
- Berliner Meister 1915, 1917, 1922, 1928
- Nordkreismeister 1921
- Berliner Pokal-Sieger 1923, 1925, 1928